# 赤座直保
赤座直保（？—1606年） 安土桃山時代武將。別名小法師、久兵衛、吉家。官位：從五位備後守。父親是赤座直則（本能寺之變時戰死），兒子為永原孝治。

## 經歷

### 早年
赤座氏在朝倉家的《一乘錄》裡有相關記載，所以直保父親直則是朝倉家臣可能性很高。
天正元年（1573）織田信長滅亡朝倉家時，向信長降服，並獲得領地安堵，之後在越前守護代桂田長俊（前波吉繼）配下工作。天正3年（1575年）11月，於長俊書信中可以看出直保獲贈府中火内村56石。翌年，府中三人眾確定後，堀江・新開・千福・赤座・鞍谷・諏訪等越前諸士，都成為柴田勝家及府中三人眾的與力。

### 本能寺之變後
天正10年（1582）本能寺之變時，父親直則陣亡，直保繼承家督，出仕秀吉獲得所領安堵。天正17年（1589）10月，直保獨佔南条郡大桐村灰燒的經營權等相關文書至今仍可看到。天正18年（1590）小田原征伐隸屬於石田三成，參加武藏國岩槻城、忍城攻略。在戰役後任官從五位下備後守，獲得越前國今庄2萬石領地，升格為大名，成為小早川秀秋及堀尾吉晴的與力。在統治期間積極發展內政及街道整備政策，後繼者結城秀康所發展的北國街道宿驛，就以此作為基礎。
慶長5年（1600）關原之戰初期隸屬西軍大谷吉繼佈陣於北國口。在小早川秀秋倒戈東軍後，與脇坂安治、小川祐忠、朽木元綱隨後響應倒向東軍，攻滅大谷吉繼部隊。但由於不是在戰前就與家康內通，家康不認其功勞並沒收領地。此後居住在京畿附近。同年10月赴任加賀藩前田利長的松任城7千石領地。慶長11年（1606），直保巡視氾濫的越中大門川時，渡河不慎落馬溺死。